# Delano McCoy-Splatt
Delano McCoy-Splatt (Londres, 11 de octubre de 2004) es un futbolista británico, nacionalizado jamaicano, que juega en la demarcación de centrocampista para el Fulham FC de la Premier League.

## Selección nacional
Hizo su debut con la selección de fútbol de Jamaica el 11 de marzo de 2023 en un encuentro amistoso contra Trinidad y Tobago que finalizó con un resultado de 0-1 a favor del combinado trinitense tras un gol de Reon Moore.

## Clubes
| Club      | País       | Año   | Partidos | Goles |
| --------- | ---------- | ----- | -------- | ----- |
| Fulham FC | Inglaterra | 2023- |          |       |